# Lettenmühle (Bechhofen)
Lettenmühle ist ein Gemeindeteil des Marktes Bechhofen im Landkreis Ansbach (Mittelfranken, Bayern). Lettenmühle liegt in der Gemarkung Sachsbach.

## Geografie
Der Weiler liegt im Esbachtal. Im Norden liegt das Langfeld. 0,5 Kilometer westlich des Ortes erhebt sich der Lammelberg (472 m ü. NHN), im Osten grenzt das Waldgebiet Esbach an. Die Kreisstraße AN 54 führt nach Reichenau (1,1 km südlich) bzw. Lammelbach (1,1 km nördlich).

## Geschichte
Lettenmühle lag im Fraischbezirk des eichstättischen Oberamtes Wahrberg-Herrieden. Das Kastenamt Herrieden war Grundherr der Mühle.
Mit dem Gemeindeedikt (frühes 19. Jahrhundert) wurde Lettenmühle dem Steuerdistrikt und der Ruralgemeinde Sachsbach zugewiesen. Im Zuge der Gebietsreform in Bayern wurde diese am 1. Juli 1971 nach Bechhofen eingemeindet.

## Einwohnerentwicklung
| Jahr      | 001818 | 001840 | 001861 | 001871 | 001885 | 001900 | 001925 | 001950 | 001961 | 001970 | 001987 | 002001 | 002011 | 002017 | 002023 |
| Einwohner | 3      | 6      | 8      | 8      | *      | *      | *      | *      | *      | *      | 29     | 20     | 15     | 15     | 11     |
| Häuser    | 1      | 1      |        |        | *      | *      | *      | *      | *      |        | 5      |        |        |        |        |
| Quelle    | [ 8 ]  | [ 9 ]  | [ 10 ] | [ 11 ] | [ 12 ] | [ 13 ] | [ 14 ] | [ 15 ] | [ 16 ] | [ 17 ] | [ 18 ] | [ 19 ] |        | [ 20 ] | [ 1 ]  |

## Religion
Der Ort ist seit der Reformation evangelisch-lutherisch geprägt und gehört zur Kirchengemeinde St. Georg (Sachsbach), die ursprünglich eine Filiale von St. Maria (Königshofen) war, seit 1902 eine Filiale von St. Johannis (Bechhofen) ist. Die Katholiken sind nach St. Vitus und Deocar (Herrieden) gepfarrt.